# Nova Buda, Radomîșl
Nova Buda (în ucraineană Нова Буда) este localitatea de reședință a comunei Nova Buda din raionul Radomîșl, regiunea Jîtomîr, Ucraina.

## Demografie
Componența lingvistică a localității Nova Buda
     Ucraineană (98,56%)
     Rusă (1,44%)
Conform recensământului din 2001, majoritatea populației localității Nova Buda era vorbitoare de ucraineană (98,56%), existând în minoritate și vorbitori de rusă (1,44%).